# Jordi Galceran
Jordi Galcelan Ferrer (Barcelona, 1964. március 5. –) drámaíró, forgatókönyvíró, fordító. Nemzetközi ismertséget a Grönholm-módszer című darabja hozott számára, melynek magyarországi bemutatója 2008-ban az Új Színházban volt. Barcelonában él. Spanyol és katalán nyelven egyaránt alkot.
Egyetemi tanulmányait is Barcelonában végezte katalán nyelv és irodalom szakon. A nyolcvanas évek elejétől kezdve vesz részt különböző alternatív színházak munkájában. Hazájában a kilencvenes évek közepe óta számos színházi díjat nyert el műveivel.
Albert Guinovarttal együtt jegyzik a 2002-ben bemutatott Gaudí című musicalt.
Galceran volt a társ-forgatókönyvírója Jaume Balagueró Hideg csontok (Fragile) című filmjének, a Grönholm-módszert pedig Marcelo Pineyro vitte filmre.

## Magyarul
- 6 mai katalán dráma. Sergi Belbel és Jordi Galceran darabjai; vál., ford., előszó Bakucz Dóra; L'Harmattan–Könyvpont, Budapest, 2013 (Katalán könyvtár)